# Маклец (река)
Макле́ц — река в России, протекает в Тульской области. Левый приток Любовки.

## География
Река Маклец берёт начало севернее посёлка Брусянский. Течёт в северо-восточном направлении по открытой местности. Устье реки находится в Любовском водохранилище на реке Любовке неподалёку от деревень Ильинка 1-я и Ильинка 2-я. В нижнем течении Маклец образует залив водохранилища. Длина реки — 6 км, площадь водосборного бассейна — 21,8 км².

## Данные водного реестра
По данным государственного водного реестра России относится к Окскому бассейновому округу, водохозяйственный участок реки — Упа от истока и до устья, речной подбассейн реки — Бассейны притоков Оки до впадения Мокши. Речной бассейн реки — Ока.
По данным геоинформационной системы водохозяйственного районирования территории РФ, подготовленной Федеральным агентством водных ресурсов:
- Код водного объекта в государственном водном реестре — 09010100312110000019113
- Код по гидрологической изученности (ГИ) — 110001911
- Код бассейна — 09.01.01.003
- Номер тома по ГИ — 10
- Выпуск по ГИ — 0